# Висляни
Висляните (на полски: Wiślanie – Вишляне) са западнославянско племе, живяло на територията на днешна Полша, по поречието на река Висла. През X век са завладени от поляните и стават част от полската държава.